# The Last Man on Earth (film din 1924)
The Last Man on Earth este un film SF american din 1924 regizat de John G. Blystone. În rolurile principale joacă actorii Buck Black, Maurice Murphy, William Steele.

## Distribuție
- Earle Foxe - Elmer Smith
- Grace Cunard - Gertie
- Gladys Tennyson - Frisco Kate
- Derelys Perdue - Hattie
- Maurice Murphy - Elmer's Pal
- Clarissa Selwynne - Dr. Prodwell
- Fay Holderness - Elmer's Mother
- Marion Aye - Red Sal
- Harry Dunkinson - Elmer's Father
- Marie Astaire - Paula Prodwell
- Pauline French - Furlong
- Jean Johnston - Hattie (6 ani)
- William Steele - Hattie's Father
- Buck Black - Elmer (8 ani)
- Jean Dumas - Hattie's Mother

## Vezi și
- 1924 în științifico-fantastic